# Павловский, Алексей Андреевич (искусствовед)
Алексе́й Андре́евич Павло́вский (8 апреля 1856 года, Санкт-Петербург — 7 мая 1913 года) — историк искусства, магистр, доктор теории и истории искусств, член-сотрудник РАО.

## Биография
Родился 8 апреля 1856 года в Санкт-Петербурге в семье протоиерея. Первоначальное образование получил в 6-й Санкт-Петербургской гимназии. В 1876 году поступил на историко-филологический факультет Санкт-Петербургского университета.
После окончания курса в 1880 году со степенью кандидата оставлен при университете для приготовления к профессорскому званию по кафедре русской истории. В том же году поступил в Центральное училище технического рисования барона Штиглица в качестве преподавателя.
В 1887 году Павловский сдал экзамен на степень магистра истории и теории изящных искусств. Тогда же Министерством Народного Просвещения он был командирован за границу. Во время командировки посетил Берлин, Дрезден и Мюнхен, слушал курс археологии у профессоров Роберта, Курциуса и в Фуртвенглера.
После возвращения в Россию читал лекции по истории древнего искусства классической археологии в Санкт-Петербургском университете в качестве приват-доцента. В марте 1891 года в университете Святого Владимира защитил магистерскую диссертацию на тему «Живопись Палатинской капеллы в Палермо». В июне того же года назначен исполняющим должность экстраординарного профессора по кафедре истории и теории изящных искусств в Новороссийском университете.
Скончался 7 (20) мая 1913 года. Похоронен на Втором Христианском кладбище Одессы.

## Труды
- Руководство по всеобщей истории : Древняя история : Сост. для Центр. уч-ща техн. рисования бар. Штиглица препод. истории Ал. Андр. Павловским. Вып. 1-2 Санкт-Петербург : печ. А. Григорьева, 1883—1888
- Живопись Палатинской капеллы в Палермо : Исслед. А. А. Павловского / По снимкам пенсионеров Акад. художеств А. Н. Померанцева и Ф. И. Чагина Санкт-Петербург : Акад. художеств, 1890
- Значение раскопок Генриха Шлимана : (Реф., чит. 17 дек. 1891 г., в заседании ист.-филол. о-ва при Новорос. ун-те, проф. А. А. Павловским) Одесса : тип. «Новорос. телегр.», 1891
- Значение и успехи классической археологии : Вступ. лекция и. д. экстраорд. проф. Новорос. ун-та А. А. Павловского Одесса : тип. Шт. войск Одес. воен. окр., 1891 (обл. 1892)
- К вопросу об изображениях евангелистов / А. А. Павловский Санкт-Петербург : тип. И. Н. Скороходова, 1894
- Отзыв и. д. экстра-ординарного профессора, доктора теории и истории искусств А. А. Павловского о пьесе [И. В. Шпажинского] «Грех попутал», удостоенной премии имени И. Ю. Вучины в 1896 году [Одесса] : тип. Штаба Одес. воен. окр., [1896]
- Скульптура в Аттике до греко-персидских войн : Исслед. А. А. Павловского Санкт-Петербург : тип. И. Н. Скороходова, 1896
- Курс истории древнего искусства / А. А. Павловский Одесса : Экон. тип., 1905
- Курс истории средневекового искусства : Чит. в Новорос. ун-те на Одес. высш. жен. курсах и в Одес. худож. уч-ще / Проф. А. А. Павловский Одесса : тип. Ш. Бронштейна, 1913